# 안중근
안중근(安重根, 1879년 9월 2일~1910년 3월 26일)은 대한제국의 독립운동가, 항일 의병장(대한독립군 '대한의군(大韓義軍)' 참모중장), 정치 사상가이다. 태명은 안응칠(安應七)이었으며 세례명은 토마스(음역어 도마, 사도 토마에서 따옴), 일명은 다묵(多默)이다. 본관은 순흥(順興)이고 고려 후기의 유학자 안향의 26대손이다.

## 생애

### 생애 초반

#### 출생과 가계

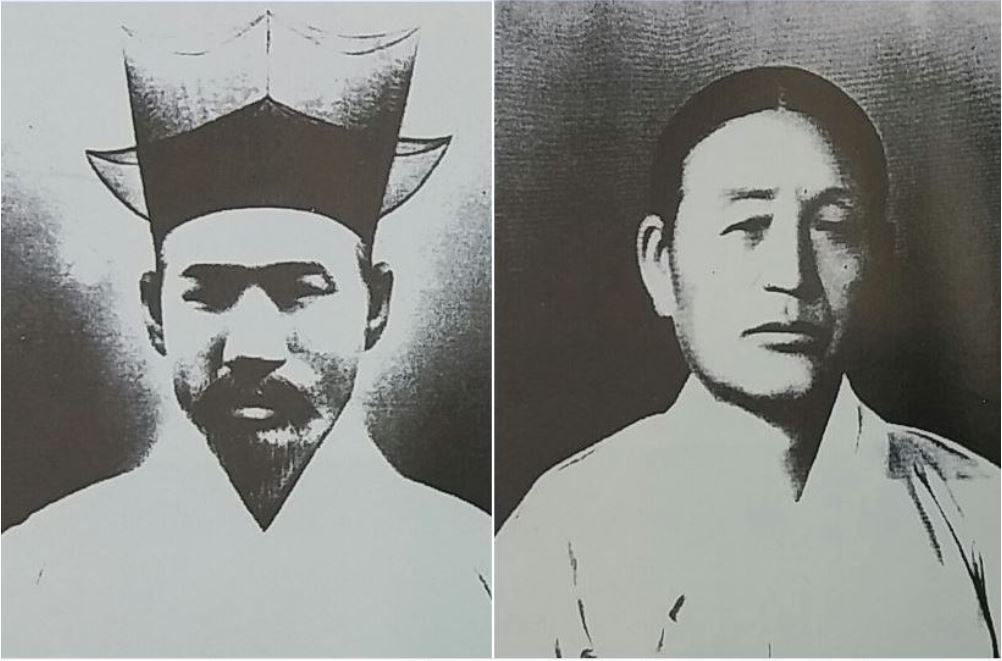
아버지 안태훈(安泰勳)과 어머니 조마리아(趙瑪利亞)

해주부 수양산 아래에서 아버지 안태훈(安泰勳)과 어머니 조마리아 맏아들로 태어났다. 진해 명예현감을 지낸 할아버지 안인수(安仁壽)는 해주 일대에서 미곡상을 경영하여 상당한 재산을 축적했다. 1911년 한국을 방문하여 안태훈 일가의 활동지를 답사한 베네딕토 수도원의 노베르트 베버 신부가 작성한 여행기에 따르면 안인수와 그의 아들 6형제와 가족 36인이 해주에서 일가를 이루고 살았을 당시에 안인수는 4백석의 토지를 지니고 있었다고 한다. 할아버지가 대지주에 미곡상으로 재산을 많이 축적하여 안중근은 어렵지 않은 유년기를 보냈다.
뒤에 일본은 안인수가 "항상 미곡 매입 대금을 지불하지 않는 등 각종 간악한 수단을 부려 재물을 모아 거부를 이루었다"거나, "성품이 탐욕하고 배부름을 모르고 일상 간계를 써서 타인의 재산을 수중에 넣으려고 하였으므로 사람들이 안억핍(安億乏)이라고 다르게 불렀다"고 말한 반면, 안중근은 "조부가 자산가로서 도내에 이름이 높았다."고 회고했다.
그러나 안중근의 가계는 그의 5대조 이전으로 거슬러 올라가면 다소 불확실하다. 순흥 안씨 족보에 의하면 17대조 안려(安廬)는 사마시에 합격한 생원으로서 건원릉 참봉을 지냈다. 14대조 안효신은 어린 나이에 문단에서 명성을 날릴 정도로 문장에 능했으나 벼슬을 구하지 않고 황해남도 해주로 내려가 은거 생활을 했다. 이로써 안효신은 순흥 안씨 참판공파의 해주 입향시조가 되었다. 이후 안중근의 선조들은 안중근의 14대조 안숙관과 13대조 안류가 통정대부(정3품)의 품계를 받았을 뿐이며, 안중근의 5대조 안기옥(安起玉)에 이를 때까지 벼슬에 나가지 못했다.
그런데 불확실한 내용이 여기에서 나타난다. 1845년에 순흥안씨 족보소가 간행한 순흥안씨 족보에는 안중근의 17대조 안려에게 진사, 후사 없음(進士無后)이라고 되어 있으나, 1864년 안최량(安最良)이 편찬한 순흥안씨 족보에는 안려에 대해 후사가 나와 있지 않고, 진사라고만 되어 있다. 이에 반해 1910년대 이후에 간행된 족보에는 안려의 장조카로 강진현령을 지낸 안효충(安孝忠)의 둘째 동생인 안순복(安順福)이 안려의 양자로 들어가서 안효신을 낳았다고 되어 있다. 따라서 안중근의 15대조이자 해주 입향시조인 안효신의 존재는 1918년에 신문관에서 간행된 순흥안씨족보와 1936년 간행된 순흥안씨 족보 이후부터 나타나고 있다. 또한 1800년대 중반과 후반에 간행된 족보에는 안려의 형인 안의(安毅)의 후손으로 안효충만 나와 있다. 그런데 1910년대에 간행된 족보에는 안의의 후손으로 안효충 외에도 안현복, 안순복, 안경복, 안창복, 안성복, 안준복 등이 새로이 나오고 있다. 이로 미루어 해주에 정착한 순흥안씨 참판공파 인사들의 낙향 직전의 세계와 해주 입향 이후부터 한말까지의 신분 문제는 불명확한 사실이 많음을 알 수 있다.
해방 전후에 안중근의 전기와 비문을 집필한 이들은 안중근 가문의 신분을 한결같이 향리로 보고 있다. 김택영과 이건승은 안중근 의거 이후에 지은 간략한 전기에서 각각 "그 선조는 본래 순흥 사람으로 해주에 살면서 대대로 주리(州吏)를 지내다 안태훈 대에 이르러 글을 읽어 진사가 되었다"거나 "그의 선조는 순흥인데 중도에 해주로 이사하여 주리를 지냈다"고 하였다. 또한 심산 김창숙은 1961년에 지은 '안중근의사 숭모비문'에서 "그 선조의 세가는 서한의 해주에서 주리가 되었는데, 부친 안태훈의 대에 이르러 독서하여 국자생(國子生)이 되었다."고 하였다.
안중근의 5대조 안기옥의 대에 이르러 무과에 급제, 관직 진출을 꾀하였다. 이는 향리직을 장기간 세습하면서 사회경제적 능력을 갖추어 나간 이서(吏胥)층이 과거를 통해 양반층으로 편입되려는 신분상승운동을 벌였음을 의미한다. 안기옥은 안영풍(安永豊), 안지풍(安知豊, 안중근의 고조부), 안유풍(安有豊), 안순풍(安順豊) 등 네 아들을 두었는데, 이들도 모두 무과에 급제하였다. 이처럼 향리 가문의 4형제가 모두 무과에 급제한 것은 가문의 위상을 높인 쾌거였다.
또한 안지풍의 장남 안정록(安定錄, 안중근의 증조부), 안유풍의 아들 안두형(安斗亨), 안유풍의 손자 안인환(安仁煥), 안순풍의 아들 안신형(安信亨) 등이 모두 무과에 급제하였고 안유풍의 손자 안인권(安仁權)이 절충장군의 품계를 받았다. 안인필(安仁弼)은 중앙 군사 조직인 오위의 정6품 군직인 사과가 되었고, 안정록의 아들이자 안중근의 할아버지인 안인수는 통훈대부와 진해현감을 지냈다. 기록에는 안인수의 아들 안태건(安泰健)은 고종(高宗) 28년(1891) 신묘(辛卯)년에 24세의 나이로 증광시(增廣試) 진사 3등(三等)으로 등과됨을 알리고 있다.

#### 초기 활동
안중근은 태어날 때 등에 검은 점이 7개가 있어서 북두칠성의 기운으로 태어났다는 뜻으로 어릴 때에는 응칠(應七)이라 불렀는데, 이 이름을 해외에 있을 때 많이 사용했다. 안중근은 어렸을 때부터 사냥을 좋아했다. 또한, 서당 공부를 빼먹고 놀러 다니는 것을 좋아했다. 이렇게 차분히 앉아있는 날이 드물자 할아버지는 원래 이름인 응칠 대신 '무거울 중'에 '뿌리 근'자를 써서 중근으로 이름을 바꿨다고 한다.
1884년 갑신정변 이후 개화당 정객의 식객으로 있었던 아버지 안태훈이 척신정권에 의해 죽임을 당할 위기에 놓이자 할아버지 안인수는 영특한 셋째 아들을 살리기 위해 일가를 이끌고 황해도 신천군 두라면 청계동으로 피신했다. 안중근도 가솔을 따라 신천 청계동으로 이주했고, 이곳에서 아버지가 세운 서당에서 훈장을 초빙하여 공부를 했으나 사서오경에는 이르지 못하고 통감 10권까지만 배웠다고 한다. 안중근 자신은 《안응칠역사》에서 "내 나이 예닐곱 때 조부모의 사랑을 받으며 서당에 들어가 8~9년 동안 한문을 익혔으며, 조부께서 돌아가신 뒤에는 사냥으로 학문에 힘쓰지 않았다"고 술회하였다.

### 소년기

#### 동학 농민군 진압 활동
말타기와 활쏘기를 즐겼고, 집을 자주 드나드는 포수꾼들의 영향으로 사냥하기를 즐겨 명사수로 정평이 났다. 아버지 안태훈은 산채에 개인적으로 사병들을 양성하고 있었는데, 1894년 동학 농민 운동이 일어나고 그와 함께 백성을 괴롭히는 동학 농민군이 각지에서 동학도들과 농민들이 봉기를 하자 안태훈은 자발적으로 창의를 하고 동학 농민군을 토벌하여 승리를 거뒀다. 그 뒤 황해도관찰사의 요청으로 아버지가 산포군(山砲軍)을 조직해 농민군 진압작전을 펼치자 소년 안에 안중근 역시 동학군 토벌에 참가하여, '박석골전투' 등에서 기습전을 감행하는 데 참여했다.
김구가 동학군으로 활동하고 있을 때 안태훈이 김구를 보호한 적이 있으며 그 시기에 안중근도 그와 안면이 있었으나 그리 친하지는 않았던 것으로 보인다.

#### 천주교 입교
안중근의 집안은 천주교 성당 건축에 참여할 정도로 신앙심이 독실하였고, 안중근 자신도 1895년 천주교학교에 입학하여 신학을 배웠다.
1897년 아버지를 따라 천주교에 입교하여 프랑스 출신의 천주교 신부였던 조제프 빌렐렘(Joseph Wilhelem, 한국명 홍석구(洪錫九))으로부터 토마스(도마, 다묵(多默))라는 세례명을 받았다. 안중근이 홍석구 신부에게 프랑스어를 배웠다는 설명도 있지만, 안중근은 홍석구 신부와 함께 뮈텔 주교와 만나 이야기를 한 후 프랑스어 배우기를 그만두었다. 《안중근》(조정래 지음, 문학동네)에 의하면, 뮈텔 주교(한국이름 민주교)가 조선사람들이 학문을 하는 것을 바라지 않았기 때문이었다. 학문을 하면 머리가 깨일 것이고, 머리가 깨이면 천주교 교리와 신앙에 대해 나름대로의 논리와 비판으로써 의문을 가질 것이기 때문이었다. 이를 보면서 실망한 안중근은 프랑스어 배우기를 그만두었다. 그 뒤 잠시 교회의 총대(總代)를 맡았고 뒤에 만인계(萬人契：1,000명 이상의 계원을 모아 돈을 출자한 뒤 추첨이나 입찰로 돈을 융통해 주는 모임)의 채표회사(彩票會社：만인계의 돈을 관리하고 추첨을 하는 회사)를 설립하고 사장이 되었다.

### 청인 난타 사건
1904년 아버지 안태훈과 청나라 의사 사이에 벌어진 싸움에 휘말렸다가 외교 문제로 비화되기도 했다. 아버지 안태훈은 1904년 4월 20일 안악읍에 사는 청나라 의사 서원훈(舒元勛)과 시비가 있었다. 아버지 안태훈은 병을 치료하기 위해 친우 이용일(李龍一)을 데리고 서원훈을 찾아갔다. 양측이 필담을 나누는 사이에 안태훈측이 어떤 실수를 했는지 서원훈이 갑자기 일어나 안태훈의 가슴을 발로 걷어찼다. 이에 안태훈은 서원훈에게 화해를 청하고 물러나왔다. 그러나 이 소식을 들은 안중근이 4월 29일 이용일 등 10여 명과 함께 무기를 들고 야밤에 서원훈을 잡아다가 길가에서 무수히 난타하여 거동이 어렵게 만들었고, 이에 대한 반발로 1904년 5월 2일 청국인 7~8명이 이용일의 집에 난입하여 그를 마구 구타하고 잡아가려고 했다.

한청 양국민 사이에 분쟁이 발생하자 삼화항의 청나라 영사가 한국 정부에 공식 문제제기를 했다. 이에 따라 삼화항 재판소 감리가 순검을 보내 안중근과 이용일을 체포하여 압송토록 했다. 그런데 중도에 나타난 괴한들이 순검들을 난타하고 안중근과 이용일을 구하여 사라졌다. 이때 순검 한 명은 안면에 총을 맞아 중태에 빠졌다. 체포령이 내려진 상황에서 7월 10일 전후에 안중근과 이창순은 각기 외부에 청원서를 올려 자신들의 부친이 억울하게 청국인에게 당했다고 호소했다. 그러나 대한제국 외무부는 다시 자체 조사를 거친 끝에 안중근과 이용일의 죄상이 중하다는 점을 인정하기에 이르렀다. 이에 지방 정부는 안중근 등의 체포를 명하였고, 7월 22일 황해도관찰사 이용필(李容弼)은 안중근과 이용일이 기미를 알고 미리 도주하여 체포하지 못했다는 보고서를 외무부대신에게 올렸다.
重根은 明治三十七年(一九◯四) 봄 黃海道 載寧에서 淸國人과 爭鬪한 끝에 그가 携帶한 短銃으로 淸國人을 射殺하였으므로 淸國領事로부터 外部에 交涉하는 바가 되어 事件이 重大하게 되려고 하였으므로 重根은 上海로 逃走하고 父 泰勳은 그 사이에서 當時의 外部大臣 李夏榮에게 哀願하여 간신히 無事할 수 있었다고 한다.
한편 안중근 자서전 안응칠 역사에는 조금 다르게 사건이 소개되어 있다. 안중근이 경성에 가서 외무부에 청원서를 올렸고, 재판이 진남포 재판소에 회부되어서 서씨와 같이 재판을 받게 됐다고 나와있다. 그리고 이 재판에서는 서씨의 만행이 드러나고 안중근이 옳다는 판결이 났다. 이후 안중근은 어떤 청나라 사람의 소개로 서씨와 만나 서로 사과하고 평화를 유지하게 되었다고 한다.

### 계몽 운동과 의병 운동

#### 계몽 운동과 국채보상운동

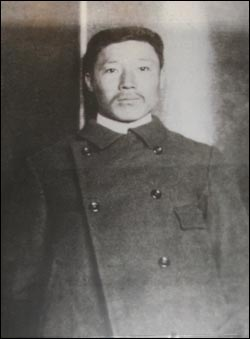
안중근, 만주에서

1905년 을사늑약이 체결되자 외교권을 일본에게 빼앗겼다는 소식을 듣고 국권 회복 운동을 하기 위해 여비를 마련하고 상하이(上海)로 갔으나 기대를 걸었던 상하이의 유력자들과 천주교 신부들로부터 협조를 거절당하여 실망하고 되돌아왔다. 이 무렵 부친상을 당해 고향으로 돌아왔다. 그러나 3년상을 마치기도 전에 1906년 3월에 평안남도 진남포로 이사했다. 이사한 곳에서 생계를 위해 한때 석탄상회를 경영하였으나 사업이 되지 않았으며, 교육을 통한 깨달음이 필요하다고 생각하여 석탄회사를 정리하고 자기 집안의 전 재산을 털어서 삼흥학교(三興學校)를 설립하여 교육운동을 시작했다. 그 뒤 황해남도의 천주교 계열의 학교인 남포 돈의학교(敦義學校)를 인수하였으며 안중근 자신도 교사로 아이들을 가르쳤다.
1907년에는 대구의 독립운동가 서상돈 등의 주도로 전국적으로 전개되던 국채보상운동에 적극 호응하여 국채보상기성회에 가입하여 회원이 됐고, 열심히 활동하여 인정을 받으면서 국채보상기성회 관서지부장으로 임명되었다. 그러나 국채보상운동 역시 일본의 방해로 실패로 돌아갔다.

#### 독립운동 투신
1904년 평양에서 석탄 장사를 하다가, 1905년 조선을 사실상 일본의 식민지로 만든 을사늑약이 체결되는 것을 보고 이를 저항해 독립운동에 투신했다. 이어 삼흥학교를 세우고 돈의학교를 인수해 교육에 힘쓰다가 1907년 연해주로 건너가 의병에 가담했다.

#### 의병 활동

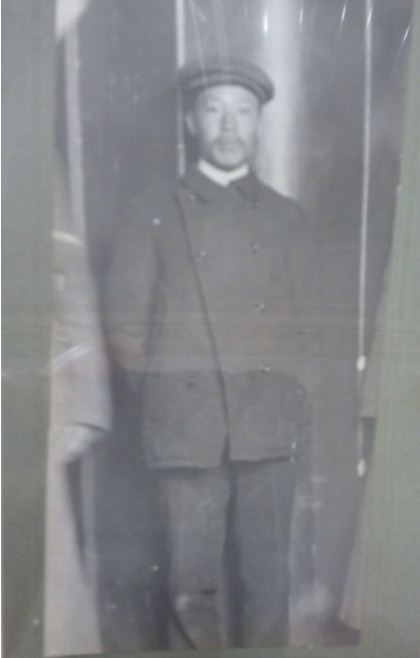
안중근

1907년(융희 1년) 황제 고종이 헤이그 특사 사건의 책임을 지고 강제 퇴위를 당한 뒤 한일신협약의 체결, 군대해산에 따라 전국적으로 의병이 일어나자 그는 노선을 바꾸어 독립 전쟁 준비가 필요하다는 생각으로 강원도에서 의병을 일으키는 데 가담하였다. 매국노 척결을 주장하던 그는 의병대를 찾아다녔다. 그 뒤 황해도 의병대의 한사람으로 일본군과 싸우다가 자신이 직접 국외에서 의병부대를 창설하기 위해서 블라디보스토크로 건너가서 계동청년회(啓東靑年會)에 가입하고, 곧 계동청년회의 임시사찰(臨時査察)에 선출되었다.
1907년 연해주(沿海州)로 가서 의병운동에 참가하였다. 이듬해 1908년 7월 전제덕(全齊德)의 휘하에서 대한의군참모중장(大韓義軍參謀中將) 겸 특파독립대장(特派獨立大將) 및 아령지구(俄領地區) 사령관의 자격으로 엄인섭(嚴仁燮)과 함께 100여 명의 부하를 이끌고 두만강을 건너 함경북도 경흥군 노면에 주둔하던 일본군 수비대를 기습공격하여 전멸시켰다. 그 뒤 본격적인 국내 진공작전을 계획, 감행하여 함경북도 경흥군과 신아산 부근의 야산에서 일본군과 교전하여 전과를 올렸으나, 얼마 후 일본군의 기습공격을 받아 처참하게 패배했다. 이때 기습공격을 받은 이유는 다른 의병대원들의 반대에도 불구하고 안중근 혼자의 뜻으로 전투에서 사로잡은 일본군 포로를 국제공법에 의거해서 석방해주었기 때문이라고 한다. 이 일로 의병의 신임을 잃은 그는 블라디보스토크로 건너가 새로이 의병을 다시 일으키려고 했으나 많은 사람들의 비판을 받고 부대는 곧 해체되었다.
1909년(융희 3) 초, 안중근은 뜻이 같은 동지 11인과 함께 동의단지회(同義斷指會)를 결성하고 의병으로 재기하기 위해 노력하였다. 안중근은 이때 왼쪽 손의 약손가락(넷째 손가락) 한 마디를 끊어 혈서로 결의를 다졌다. 안중근의 수인(手印)은 이때부터 찍기 시작한 것이다.

### 이토 히로부미 저격과 처형

#### 이토 히로부미 저격

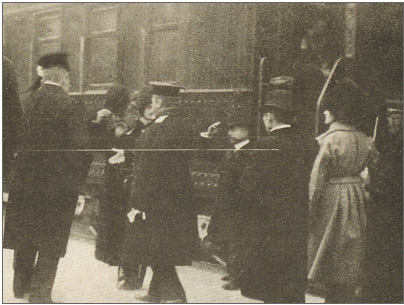
저격 직전의 이토 히로부미(왼쪽에서 두 번째)

1909년 10월 26일 이토 히로부미가 러시아 제국의 재무장관 블라디미르 코콥초프와 회담하기 위해 하얼빈에 오게 되었다. 이 소식을 대동공보사에서 전해들은 안중근은 이토 히로부미 암살에 자원했다. 10월 21일에 대동공보사 기자 이강(李剛)의 지원을 받아 블라디보스토크를 떠난 안중근은 우덕순과 조도선, 유동하와 함께 하얼빈(哈尔滨, 哈爾濱(하얼빈), Harbin)에 도착했다. 당초 계획은 동청철도(東淸鐵道)의 출발지인 장춘의 남장춘(南長春), 관성자(寬城子)역과 도착지인 하얼빈, 채가구(蔡家溝)역의 4개 지점에서 암살을 시도하려 하였으나 자금과 인력이 부족하여 도착지인 하얼빈과 채가구에서 저격하기로 계획을 변경하였다. 이에 따라 우덕순과 조도선은 채가구역으로 이동하였으며 안중근은 하얼빈역에서 공격하기로 했다. 그러나 채가구역에서의 계획은 이를 수상하게 여긴 러시아 경비병에 의해 실패했다.
1909년 10월 26일 오전 9시, 이토 히로부미가 탄 기차가 하얼빈에 도착했다. 이토 히로부미는 러시아 재무대신 블라디미르 코콥초프와 열차 안에서 회담을 가진 후 9시 30분경 러시아 군대의 사열을 받기 위해 하차하였다. 안중근은 사열을 마치고 열차로 돌아가던 이토 히로부미를 브라우닝제 반자동권총 M1900으로 사격하였다.총알은 할로포인트를 사용하였으며,현재는 금지되어있는 총알이다. 이외에도, 일곱 발의 총알 중, 나머지 네 발 중 세 발은 각각 옆에 있던 수행비서관 모리 타이지로(森泰二郞), 하얼빈 주재 일본 제국 총영사 가와카미 도시히코(川上俊彦), 남만주 철도의 이사 다나카 세이지로(田中淸次郞)에게 총격하였다.
총격 후, 안중근은 가슴 안에 있던 태극기를 높이 들어 올리며 에스페란토어로
| “ | 코레아 우라! | ” |

이라고 3번 크게 외쳤다. 이 외침은 대한 독립만세라는 뜻이었다.
총격 30분 만인 오전 10시경, 이토 히로부미는 피격당한 직후 열차로 옮겨졌다. 죽기 직전에 브랜디(옛날에는 각성제로 가끔 사용)를 한 모금 마시고 "범인은 조선인인가"하고 물었으며, 주변에서 그렇다고 대답하자 "바보 같은 녀석"이라고 뇌까리며 죽었다고 한다. 이는 당시 사건 현장에 있던 주변인물들의 증언에 의한 것이지만 조작이라는 주장이 있다. 총을 세 발이나 맞고 그런 말을 남길 수 있느냐는 것이다. 하지만 당시 동행한 의사의 증언으로는 분명히 열차 내로 옮길 때까지 살아있었다고 한다. 다만, 다른 기록에서는 죽기 직전에 "난 틀렸다... 다른 부상자는 누구지"라는 말을 남기고 죽었다고도 기록되어 있어 전반적으로 정확하지 않은 감이 있기 때문에 더 많은 연구가 필요하다.

#### 체포와 국내외 변호 모금 운동 그리고 사형 판결
안중근은 곧바로 러시아군에 체포되었고 1차 조사 이후 하얼빈 일본총영사관으로 넘겨졌다. 최재형은 안중근의 이토 히로부미 사살 장소를 하얼빈으로 정해, 일본이 아닌 러시아 제국 법정에서 재판을 받도록 조치하고, 변호사인 미하일로프 주필을 안중근의 변호인으로 준비했다. 하지만 안중근이 일본 제국 정부에 넘겨져 관동주 뤼순(료준) 감옥에 갇혀 1910년 2월 14일 사형 선고를 받고, 같은해 3월 26일 처형되었으며, 유해는 오늘날 현재까지도 찾지 못했다. 같이 거사한 우덕순은 징역 3년, 조도선과 유동하는 각각 징역 1년 6개월을 선고받았다. 한편 법관양성소 출신 변호사 안병찬(安秉瓚)이 안중근을 위해 무료 변론을 했다. 안중근은 이토 히로부미를 죽인 이유를 묻는 말에 다음과 같이 답했다.
안중근이 이토 히로부미를 죽인 15가지 이유.

첫 번째, 명성황후를 시해한 죄
두 번째, 1905년 11월 한국을 일본의 보호국으로 만든 죄
세 번째, 1907년 정미7조약을 강제로 맺게 한 죄
네 번째, 고종황제를 폐위시킨 죄
다섯 번째, 군대를 해산시킨 죄
여섯 번째, 무고한 사람들을 학살한 죄
일곱 번째, 한국인의 권리를 박탈한 죄
여덟 번째, 한국의 교과서를 불태운 죄
아홉 번째, 한국인들을 신문에 기여하지 못하게 한 죄
열 번째, (제일은행) 은행지폐를 강제로 사용한 죄
열한 번째, 한국이 300만 영국 파운드의 빚을 지게 한 죄
열두 번째, 동양의 평화를 깨뜨린 죄
열세 번째, 한국에 대한 일본의 보호정책을 호도한 죄
열네 번째, 일본천황의 아버지인 고메이 천황을 죽인죄
열다섯 번째, 일본과 세계를 속인 죄 등이다. 

안중근의 체포와 수감 소식이 접해지자 당시 국내외에서는 변호 모금 운동이 일어났고 안병찬과 러시아인 콘스탄틴 미하일로프, 영국인 더글러스 등이 무료변호를 자원했으나 일제는 일본인 미즈노 기타로(水野吉太郞)와 가마타 세이지(鎌田政治)를 관선 변호사로 선임했다. 수감 중에도 그는 동양 평화론의 저술을 하였으나 끝내 완성하지 못했다.

#### 마지막 행적
2008년 국제한국연구원은 안중근이 사형선고를 받은 2월 14일부터 사망한 3월 26일까지의 행적에 대한 새로운 자료를 공개하였다.
- 1910년 2월 14일: 오전 10시 30분 관동주 뤼순 관동도독부 지방법원에서 사형 선고를 받음. 안중근은 당시 천주교 조선대목구(현재 천주교 서울대교구)장 뮈텔 주교에게 전보를 보내 사제를 보내줄 것을 요청함. 자신의 사형 집행일로 성금요일을 희망한다는 뜻을 전함.
- 1910년 2월 17일: 안중근은 고등법원장을 면담하여 한 국가의 독립을 위한 의병장으로서의 행동을 살인범으로 심리한 것에 이의를 제기함.
- 1910년 3월 9일: 고해성사를 조제프 빌렘 당시 황해도 천주교 신천본당 주임신부에게서 받음.
- 1910년 3월 10일: 빌렘 신부의 집전으로 마지막 미사를 봉헌.
- 1910년 3월 25일: 사형 집행 연기. 세계적으로 성탄절, 정월 초하루, 황제의 탄신일에는 사형이 없다는 관례와 대한제국내의 의병활동이 강하게 전개되고 있어 통감부에서 이를 고려, 사형을 연기 요청. 이날은 대한제국 황제 순종이 태어난 건원절이었음.
  - 이에 안중근은 면회를 온 두 동생에게 당부를 남김. 당부 내용은 노모의 안부를 묻고, 불효의 죄를 용서를 청하였고, 장남을 천주교 사제로 길러 달라고 부탁. 동생 안정근에게는 한국의 발전을 위해 공업 또는 식림 같은 한국을 위한 일에 종사토록 부탁.
- 1910년 3월 26일: 오전 10시 사형 집행. 향년 32세. 참석자: 미조부치 검찰관, 구리하라 감옥장.

당시 안중근을 지원한 사람은 거부 최재형이었는데, 최재형은 안중근의 체포에 대비, 변호사와 상의할 정도로 안중근을 현실적으로 도왔다. 한편 안중근은 글씨가 뛰어나, 뤼순 감옥 수감 때 많은 유묵을 남겼고 보물로 지정되었다. 1962년 건국훈장 대한민국장에 추서되었다.
옥중에서 미완으로 끝난 저서《동양평화론(東洋平和論)》을 남겼다. 2008년 3월 중화인민공화국 랴오닝성 다롄(大連)시 뤼순(旅順) 감옥 뒤편 야산 일대 등지에서 유해 발굴작업을 벌였지만 실패하였다.

#### 유언
- 대한매일신보(大韓每日申報) 1910년 3월 25일자에는 '안씨 결고(安氏 訣告)'라는 제목으로 다음과 같은 내용이 보도되었다. 거월십오일(2월 15일)에 변호사 안병찬(安秉瓚)씨가 여순감옥내에서 안중근씨를 면회 고별할 시에 안중근씨가 한국동포에게 결고(訣告)하는 사의(辭意)를 안병찬씨에게 설급(說及)하였는데 "내가 한국 독립을 회복하고 동양 평화를 유지하기 위하여 3년간 해외에서 풍찬노숙 하다가 마침내 그 목적을 이루지 못하고 이곳에서 죽노니 우리 2천만 형제자매는 각자 분발하여 학문에 힘쓰고 실업을 진흥하며 나의 유지를 이어 자유독립을 회복하면 죽는 자 여한이 없겠노라" 하였다.[19]
- 어머니의 뜻에 따라 항소를 포기한 안중근 의사는 사형이 집행되기 전인 1910년 3월 9~10일경, 어머니가 준비한 하얀 명주천으로 지은 수의를 가져온 두 동생 안정근과 안공근에게 마지막 유언을 남겼다.[20] "내가 죽은 뒤에 나의 뼈를 하얼빈 공원 곁에 묻어두었다가 우리 국권이 회복되거든 고국으로 반장해다오. 나는 천국에 가서도 또한 마땅히 우리나라의 회복을 위해 힘쓸 것이다. 너희들은 돌아가서 동포들에게 각각 모두 나라의 책임을 지고 국민 된 의무를 다하며 마음을 같이 하고 힘을 합하여 공로를 세우고 업을 이르도록 일러다오. 대한독립의 소리가 천국에 들려오면 나는 마땅히 춤추며 만세를 부를 것이다."[21][22][23]

- 1910년 3월 26일 오전 10시, 안중근의 사형은 뤼순 감옥에서 행해졌다. 구리하라 전옥은 안에게 “금년 2월 24일 뤼순 지방 법원의 언도와 확정명령에 따라 사형을 집행하겠다”는 뜻을 전했다. 소노키의 통역이 끝나자 안은 아무 말 없이 고개를 끄덕였으나 구리하라 전옥은 다시 한 번 안에게 “뭔가 남길 말이 없느냐”라고 물었다. 안은 "아무것도 남길 유언은 없으나 다만 내가 한 일이 동양 평화를 위해 한 것이므로 한·일 양국인이 서로 일치 협력해서 동양평화의 유지를 도모하길 바란다"라고 말했다.[24][23]

## 사후
- 안중근은 자신이 사형 당하면 조국에 운구하여 매장해줄 것을 최후로 당부했다. 그러나 사형당한 그의 시신은 뤼순 감옥의 근처 죄수 공동묘지에 묻혔다. 일제는 안중근을 매장한 정확한 위치를 알려주지 않아 그의 유해가 묻혀 있는곳을 찾을 수 없었고, 현재까지도 공식적으로는 안중근 의사의 유해가 묻힌 곳을 찾지 못하고 있으며, 정확한 위치 역시 알려진 정보가 전혀 없다.
- 당시 안중근의 동생인 안정근과 안공근이 형인 안중근의 시신을 돌려달라 요구했지만 일본은 안중근의 시신 인수를 거부하고 숙소에 있던 형제를 감금하고, 강제 귀국 시키는 등 안중근의 시신을 못  가져가게 하기위해 안달이였다. 왜냐하면 안중근의 묘지가 한국 독립 운동의 기폭제가 될거라 생각했기 때문이다.
- 해방 후 1945년 11월에 중화민국에서 돌아온 백범 김구는 1946년 6월 윤봉길, 이봉창, 백정기 등 독립운동 3의사의 유해를 일본에서 찾아온 후 효창공원에 안장하였고, 그 옆에 언젠가는 안치될 안중근 의사의 가묘를 만들었다. 이것은 안중근의 시신을 꼭 찾겠다는 김구의 결심을 보여준다. 하지만 김구 선생은 1949년 안두희의 암살로 사망하였고 김구 선생도 이곳에 안장됐다. 가묘 앞에는 “이곳은 안중근 의사의 유해가 봉환되면 모셔질 자리로 1946년에 조성된 가묘입니다”라는 글이 새겨져 있다.[25]
- 1962년 3월 1일 대한민국 건국공로훈장 중장(뒤에 대한민국장으로 개정)이 추서되었다.
- 2008년 남북 정부는 광복 이후 처음으로 안중근 유해 공동 발굴에 나섰지만 유해는 찾지 못하고 위치 또한 찾지 못했다. 중국 랴오닝(遼寧)성 다롄(大連)의 뤼순(旅順)감옥 북쪽 야산 어딘가에 안 의사의 유해를 묻었다는 일제 당시 간수들의 증언에 따라 정부는 2008년 1차 발굴 작업을 진행했지만 별다른 소득이 없었다. 안태근 안중근뼈대찾기사업회 회장은 “당시 정부가 발굴 작업을 진행했던 곳은 일본인 공공묘지로, 태평양전쟁 직전에 일본인들이 유해를 파서 본국으로 가져갔다”며 “10억원의 예산을 들여 3000여평의 땅을 파는 대대적인 사업을 진행했으나 실패할 수밖에 없었던 이유”라고 말했다.[26]
- 안태근 회장은 뤼순감옥구지묘지(旅順監獄舊址墓地)에 유해가 있다고 주장했다. 정부가 발굴을 벌였던 지점과는 반대 방향으로 감옥에서 동쪽으로 500여m 떨어진 곳이다. 가장 오래된 죄인 묘역이다. “1943년 그곳으로 수학여행을 갔던 사람, 아버지와 함께 안 의사의 묘를 참배했다고 주장하는 분들이 모두 그곳을 안 의사 묘지로 지목해요. 묘지가 있는 뤼순에 가면 해당 주민들이 실제 그곳을 묘지로 알고 있기도 하고요. 1차 발굴지에서 불과 500m 떨어진 곳인데, 1차 작업 때 거길 파지 않은 게 못내 아쉽습니다.” 현장에는 이미 아파트가 들어서 유해 발굴 전망을 더욱 어둡게 하고 있다.[26]
- 2019년 12월 26일 전라남도 장흥군 장동면 만수길 25-121에 있는 장흥 해동사가 전라남도의 문화재자료 제291호로 지정되었다.[27]
- 천주교 서울대교구가 기리며 따르자는 취지로 2022년 전반기 신앙의 선조[28]에 신자 안중근을 선정하였다.[29]

## 이토 히로부미 저격에 대한 반응

### 일본의 반응
일본에서는 이토를 사살한 조선인을 적대하는 감정이 가속되었으며, 이후 조선의 강점을 주장하는 논리로 발전하기도 하였다.

## 평가

### 긍정적 평가
- 혁명가 김산은 “춥고 긴긴 겨울밤에 학교 기숙사에서 우리는 수많은 수행원들을 데리고 기차에서 내려온 이토히로부미를 안중근이 하얼빈역에서 어떤 식으로 저격했는가 하는 이야기와 한국독립을 위해 대담무쌍한 행동을 했던 사람들에 대한 많고 많은 이야기를 나누곤 했다.”라고 님 웨일즈의 《아리랑》은 수록하고 있다.
- 한국의 로마 가톨릭교회에서는 안중근을 한국의 모세, 한국의 사도 바오로라고 부른다.[30] 즉, 안중근을 한국 교회에서는 모세의 애국심과 바오로의 신앙심을 가진 기독교인으로 평가한 것이다. 안중근의 서예 작품 경천은 감정가가 6억원으로 감정이 되었는데[31] 카톨릭 서울대교구는 이 작품을 기증받았고 서대문 순교성지 교회사박물관에 전시한다고 발표하였다.[32]
- 안중근은 그의 저서 《동양 평화론》의 집필을 위해서 사형 집행을 한 달 늦추도록 고등법원장 히라이시에게 청하여 허락을 받았으나 그 약속은 지켜지지 못한다. 그래서 《동양 평화론》은 미완성으로 남아 있다. 그런 상황이었으나 뤼순 감옥에서 일하던 간수 지바 도시치는 안중근을 존경하여 그의 사후에 그의 유품들을 간직하다 유족들에게 반환을 하였다.

- 안중근의 일본인 교도관 다카오 미조부치는 그를 동아시아의 의인이라고 평하였다.
- 고려대학교 사회학과 노길명 교수는 안중근을 독실한 천주교 신앙과 애국심을 조화시킨 인물로 평하였다.[30]
- 미래사목연구소 황종률 박사는 이토 히로부미의 암살을 “정의의 하느님”의 뜻에 협력하는 것으로 하느님이 던진 물음에 대한 답이라고 평가하였다.[30]
- 조선민주주의인민공화국에서는 “20세기 초 우리나라 반일애국운동가”, “일제의 조선침략의 원흉 이토 히로부미를 처단한 애국열사”로 평가하며 북조선의 역사서인 “조선전사”에 저격장면, 계기 등을 자세히 소개하였다.
- 대한민국과 조선민주주의인민공화국은 제15차 남북 장관급 회담(2005년 6월 21~24일, 서울)에서 ‘안중근 의사 유해발굴사업 공동 추진’에 합의했다.
- 안중근 의사 기념 사업회에서 안중근 의사 국제평화상을 제정하였다.
- 김삼웅은 안중근의 동양평화 제안을 유럽공동체(EU)와 같은 것으로 평가한다. 당시 안중근의 제안 내용은 한국, 중국, 일본이 동양평화회의를 결성하며, 여순을 중립화하고, 관련 3국으로 운영되는 동양평화회의본부를 여순에 설치한다. 또한 평화지역 창설, 공동개발은행과 공동화폐 발행 등이 포함되어 있다.[33]
- 안중근은 또한 문명개화를 통해 실력을 닦는 것이 한국 독립의 전제조건이라고 생각한 문명개화론자이면서, 일본의 보호정치가 한국의 문명개화가 아닌 국권침탈에 불과하다는 것을 깨달은 순간 바로 무장투쟁의 선두에 나선 행동가라고 서영희 한국산업기술대 교수는 평했다.[34]
- 안중근이 자신을 존경했던 일본인 간수 지바에게 남긴 위국헌신 군인본분(爲國獻身軍人本分, 나라를 위하여 목숨을 바침은 군인이 해야 할 일입니다)이라는 글귀는 현재 대한민국 국군의 표어 중 하나가 되었다.
- 청산리 전투주역 김좌진은 안중근의 의거에 영향을 받았다고 한다.[35]
- 김경천은 자신의 일기인 경천아일록에서 "이토 히로부미를 총살한 이는 안응칠씨라 한다. 아 위대하다. 우리에게도 사람이 있구나!"라고 평가했다.
- 국제태권도연맹에서는 '중근'이라는 틀을 정하여 태권도의 기본 품세를 연습하도록 하고 있다.[36]

### 부정적 평가

#### 당대 천주교 신자 자격 미달
- 로마카톨릭 조선 대목구 교구장 뮈텔 대주교는 이토 히로부미가 저격되었다는 소식을 접하고 안중근의 신자 자격을 박탈한다. 처형을 앞두고 안중근의 종부성사 요청을 거절하였으나, 프랑스 선교사 니콜라 빌렘이 종부성사를 집전하니 그에게 징계를 내린다.

#### 교육보다는 투쟁을 중시
- 빌렘 신부의 안중근에게 베푼 성사는 안중근의 의거를 이해한 때문이 아니라 천주교 사제로서 신자에게 성사를 주어야 한다는 신념에 의한 행위였다는 견해가 있다.[37] 이 판단의 근거로 빌렘 신부의 서한의 프랑스어 원문을 오역하였기에 가공해 낸 내용이었기 때문에, 빌렘 신부가 이토가 죽은 것이 잘된 일이라고 말한 적이 없었다는 2010년의 서강대학교에서 연구 결과가 있다.[37] 빌렘 신부가 조선의 독립을 추구하는 방법에 대해서 안중근과 의견을 크게 달리하게 되어 투쟁보다는 교육을 중시하였다는 것이다.[37]

#### 서양에 관한 부정적 견해 소지
- 대구대학교 국제관계학과 박광득 교수는 안중근의 동양평화론을 미완성으로 보존하기 보다 국가적인 차원에서의 완성 작품으로 채워갈 수 있는 노력이 필요한 시기라고 하였다.[38] 하지만 미완성인 동양평화론에서 안중근은 동서양의 문명적, 인종적 차이에 대한 선입견을 매우 강하게 가지고 있는 것이 아닌가 하는 의구심이 들게 한다고 하였다.[38] 당연히 서양의 장점을 수용하여 동양을 발전시킬 수 있다.[38] 그런데 문명적으로 개화를 통한 국가발전을 고려하는 거시안적인 사고를 가지고 있을 만큼, 서양에 대한 경험과 종교적인 차원에서의 개화를 소유한 인물이었음에도 불구하고, 안중근은 서양에 대한 부정적 견해를 가지고 있었던 것으로 보인다고 동양평화론이 가지고 있는 태생적 한계와 허점을 논하였다.[38]

#### 일본 국익에 반대편
- 일본 우익들은 안중근을 존경하는 지바 도시치를 비판하거나 위협을 하였다.[39]

## 사상과 신념

### 동양평화론
《동양 평화론》의 서문에서 안중근은 “만약 정략을 고치지 않고 핍박이 날로 심해지면, 차라리 다른 인종에게 망할지언정 차마 같은 인종 황인종에게 욕을 당할 수는 없다는 의론이 한국·청국 두 나라 사람의 마음속에 용솟음쳐 위ㆍ아래가 한 몸이 되어 스스로 여러 사람 앞에 나설 수밖에 없음이 불을 보듯 뻔한 형세이다. 그렇게 되면...(若政略不改 逼迫日甚則 不得已寧亡於異族 不忍受辱於同種 議論湧出於韓淸兩國人之肺腑 上下一體 自爲白人之前驅 明若觀火之勢矣. 然則...)”라고 서술하였다.
서문의 설명처럼 안중근은 옥중에서 집필한 《동양 평화론》에서 하얼빈 의거를 동양 평화를 위한 전쟁이라고 말하고 동양평화론이란 한·중·일 3국이 각각 독립을 유지하면서 서로 상호 부조하여 서세동점(西勢東漸)의 서구 열강의 식민주의에 대응하는 체계를 만들 수 있다는 방법론까지 제시하고 있었다.
내용을 보면 이토 히로부미가 바라는 ‘동양평화(東洋平和)’는 이웃나라를 침략해 일본에 종속시키는 것이었고 반대로 ‘일본식 동양평화’를 주창하는 이토에게는 안중근은 ‘동양평화의 교란자’였다.
이러한 이토를 제거하기 위하여 이토 히로부미 저격 사건을 일으켰고 이후 5개월간의 수감생활과 공판과정에서 안중근은 이토의 사살이 동양평화를 지키려는 정의의 응징이었음을 줄기차게 강조했다.
미완성의 옥중 저서가 된 《동양 평화론》은 ‘하얼빈 의거’를 ‘동양평화의전(東洋平和義戰)’으로 기술하고 있다. 사형장에서의 최후 발언도 “나의 이 거사는 동양평화를 위하여 결행한 것이므로 임석 제원들도 앞으로 한·일 화합에 힘써 동양평화에 이바지하기 바란다”였다.

#### 동양평화론에 대한 평가
중화인민공화국 하얼빈시의 안중근 의사 기념관에서 중국인들은 “안중근 의사가 추구한 동양평화의 정신을 오늘 중국인도 배웠으면 한다”고 말하면서 “안중근 의사의 《동양 평화론》은 오늘의 관점에서 보아도 선구적인 사상”이라며 “한국에서 안중근의 평화사상을 왜 국제화하지 못하는가”라고 묻는다. 이들은 안중근이 뤼순 감옥에서 최후진술하기 위하여 1910년 2월 12일 관동도독부 법정 제5차 공판에서 당당히 밝힌 것도 동양평화를 구현하고자 하는 의지였다고 말한다. 이것이 20세기 넘어 서구 유럽 등에서 구상한 평화보다 70년이 앞서는 사상이었다는 것이다.
안중근이 지향하는 평화는 한·중·일 3국이 각각 독립을 유지하면서 서로 상부상조하는 길을 찾았고, 이를 통해 서양세력이 동양을 점령하고자 하는 서구 제국주의를 막을 때 동양평화를 이룰 수 있다고 보았던 것이고 더 나아가 일본이 침략적 속성을 합리화하기 위해 만든 대동아공영권 논리의 함정과 모순을 이미 꿰뚫어보았기에 이에 대한 대안을 구상하고 있었던 것으로 보인다.

##### 동학농민혁명에 대한 부정적 시각
안중근은 1894년 16세 나이로 동학 농민군 토벌에 나서 공을 세웠다. 그는 옥중에서 쓴 자서전에서 동학군을 "'동학당'(현 일진회의 뿌리이다)이 곳곳에서 봉기하여 외국인을 배척한다는 구실로 군현을 횡행하면서 관리들을 살해하고 백성의 재산을 약탈했었다(이때가 한국이 장차 위태롭게 된 기초로, 일본과 청나라와 러시아가 개전하게 된 원인을 만든 병균이었다)"라고 말한다. 이어 동학농민혁명 봉기가 청나라와 일본의 개입, 청일전쟁의 불씨가 되었다고 본다.
동학농민혁명에 대한 안중근의 부정적 시각은 생애 말년 옥중에서 쓰던 《동양평화론》 전감(前鑑)에서도 나타난다. 그는 첫 머리에서 이렇게 말한다. "지나간 해(갑오년) 일청전쟁을 논하더라도 그때 조선의 좀도둑떼와 같은 동학당의 소요로 인해서 청일 양국이 군사를 움직여 건너와 무단으로 전쟁을 시작하여 서로 충돌하였다."
안중근은 대한제국 멸망 원인에 대해 탐관오리들의 부정부패, 민영익을 비롯한 고위 층의 무책임한 처사, 일제의 강도짓 등을 거론한다. 그러면서도 고종과 민비를 비롯한 조선 정부의 실정은 거의 언급하지 않는다. 대신 동학군을 '좀도둑떼'처럼 여기며 그들에게 상당한 책임을 돌린다. 이런 사실로 미루어 안중근은 조선 왕실에 충성을 다하려는 근왕주의적 시각을 벗어나진 못한 것으로 보인다.

## 저서 및 유묵

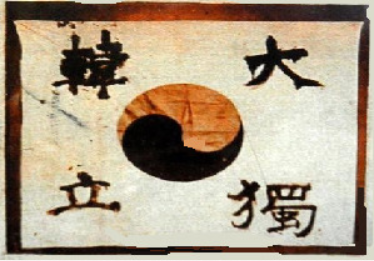
안중근이 혈서로 대한독립(大韓獨立)이라고 쓴 태극기

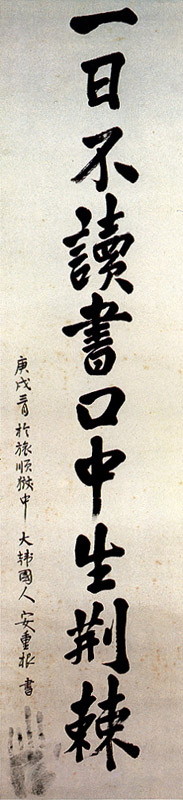
"一日不讀書口中生荊棘" 일일부독서구중생형극, 하루라도 책을 읽지 않으면 입속에 가시가 돋는다.

### 저서
안중근은 옥중에서 《동양 평화론(東洋平和論)》을 집필하였다. 이 책에는 일본이 3국 간섭으로 인해 뤼순을 청나라에 돌려준 뒤 한·중·일 3국이 공동으로 관리하는 군항으로 만들어 세 나라에서 대표를 파견하고 평화회의를 조직하고 3국 청년으로 구성된 군단을 편성하고, 이들에게 2개국 이상의 언어를 배우게 하며, 은행을 설립하고 공용 화폐를 만들자는 주장이 들어 있다.
또한 《안응칠 역사(安應七歷史)》라는 제목으로 자서전을 집필하였다. 이 자서전의 원본은 현재 전하지 않으며 일본어 번역본과 한문 등사본이 전해진다. 이 자서전을 저본으로 하여 1970년에 출판된 《안중근 자서전》이 있다.

### 시
안중근은 의거를 거행하기 전 〈장부가(丈夫歌)〉를 지어 우덕순에게 주었으며, 우덕순도 〈거의가(擧義歌)〉로 답하였다. 〈장부가〉는 안중근의 친필로 된 한시와 한글시가 함께 전해진다. 안중근은 〈장부가(丈夫歌)〉에서 이토 히로부미를 '쥐도적'이라 지칭했다.
丈夫處世兮，其志大矣。 장부가 세상에 쳐함이여 그 뜻이 크도다
時造英雄兮，英雄造時。 때가 영웅을 지음이여 영웅이 때를 지으리로
雄視天下兮，何日成業。 천하를 웅시함이여 어니 날에 업을 일울고
東風漸寒兮，壯士義烈。 동풍이 졈드 차미여 쟝사에 의긔가 뜨겁도다
憤慨一去兮，必成目的。 분개히 한 번 가미여 반다시 목젹을 이루리로다
鼠竊伊藤兮，豈肯比命。 쥐도젹 이등이여 엇지 즐겨 목숨을 비길고
豈度至此兮，事勢固然。 엇지 이에 이랄 쥴을 시아려스리요 사셰가 고여하도다
同胞同胞兮，速成大業。 동포 동포여 속히 대업을 이룰지어다
萬歲萬歲兮，大韓獨立。 만셰 만셰여 대한 독립이로다
萬歲萬歲兮，大韓同胞。 만셰 만셰여 대한 동포로다

### 유묵
안중근은 옥중에서 많은 글씨를 남겼다. 이것들 중 몇몇이 보물 제569호 안중근의사유묵(安重根義士遺墨)으로 지정됐다. 이 가운데 유명한 것으로는 보물인 "一日不讀書口中生荊棘" (일일부독서구중생형극, 하루라도 책을 읽지 않으면 입속에 가시가 돋는다) 등이 있다.

## 연보
- 1879년 9월 2일: 황해도 해주부 광석동에서 부 안태훈 모 조마리아 사이에서 출생
- 1894년: 16세에 김아려와 혼인. 김구와의 첫 만남
- 1896년: 부친 안태훈이 천주교에 입교
- 1897년: 19세에 천주교에 입교
- 1898년~1904년: 천주교 전교 사업. 천주교대학 설립을 추진하였으나 불발
- 1905년: 부친 안태훈 사망
- 1906년: 삼흥학교, 돈의학교를 운영하였으며 서북학회에 가입
- 1907년: 석탄회사 삼합을 설립하였으나, 같은 해 8월 1일 대한제국의 군대가 해산되자 만주로 망명
- 1908년: 1908년 7월 전제덕(全齊德)의 휘하에서 대한의군참모중장(大韓義軍參謀中將) 겸 특파독립대장(特派獨立大將) 및 아령지구(俄領地區) 사령관의 자격으로 엄인섭(嚴仁燮)과 함께 100여 명의 부하를 이끌고 두만강을 건너 국내로 침투
- 1909년 영산전투 패배 후 만난 11명의 동지들과 함께 단지동맹을 함
- 1909년 10월 26일: 거사
- 1910년 2월 14일: 일본제국 재판부는 안중근에게 사형을 선고. (당시 재판관할권은 일본에 없었음.[44])
- 1910년 3월 26일: 오전 10시 15분 사망.

## 가족 관계
- 할아버지: 안인수(安仁壽, 1832~1893), 진해현감 역임
- 할머니: 제주 고씨(濟州 高氏)
- 아버지: 안태훈(安泰勳, 1862~1905), 성균진사
- 어머니: 조마리아(趙性女 마리아, 1862~1927), 독립운동가, 2008년 8월 조마리아 여사에게 건국훈장 애족장을 수여
  - 여동생: 안성녀 루시아(安性女, 1881~1954), 독립운동가, 부산 천주교 묘지에 안장.
  - 매제 : 권승복(權承福), 독립운동가, 1920년 사망
    - 조카 : 권헌(權憲)

  - 남동생: 안정근(安定根, 1883~1949), 독립운동가, 1949년 상하이에서 사망.
    - 조카: 안원생(安原生, 1905~?), 독립운동가
    - 조카: 안미생(安美生, 1914-2004)
    - 조카: 안진생(安珍生. 1916~1988), 미얀마 대사 역임

  - 남동생: 안공근(安恭根, 1885~1939), 독립운동가, 1939년 사망 추정.
    - 조카: 안우생(安偶生,1907~1991)
    - 조카: 안낙생(安樂生, 1913~?), 독립운동가
    - 조카: 안연생(安蓮生, 1917~?)
    - 조카: 안금생(安錦生)
    - 조카: 안지생(安志生)

  - 부인: 김아려(金亞麗, 1878~1946)
    - 장녀: 안현생(安賢生, 1902~1959), 효성여자대학교 (현 대구가톨릭대학교) 불문학 교수로 재직함.[45]
    - 사위: 황일청
      - 외손녀: 황은주(1928 ~ 2021)
      - 외손녀: 황은실(1931 ~ 2021 전)

    - 장남: 안문생(安文生, 일명 안분도), 연해주로 피신하였다가 7살 때 누군가가 준 과자를 먹고 독살당함.
    - 차남: 안준생(安俊生, 1907~1951), 폐결핵으로 사망. 혜화동 천주교 공원묘지에 안장.[46]
    - 자부: 정옥녀(鄭玉女, 1905 ~ 1991)
      - 손녀: 안선호(安善浩, 1930 ~2003)
        - 손자: 안웅호(鄭雄浩, 1933 ~ 2013), 의학박사, 안중근의 유일한 손자다.[47]
          - 증손자: 토니안 주니어(안도용(安度勇)[48]
          - 증손녀: 리사 안
          - 증손녀: 캐런 안(1973~ )

        - 손녀: 안연호(安蓮浩, 1938~2011)

## 기타

### 거사 동지 우덕순, 일제 밀정 확인
2019년 KBS 탐사보도부가 3.1운동·임시정부 수립 100주년을 맞아 '독립운동의 보이지 않는 적'이었던 밀정을 추적했다. 지난 8개월 동안의 추적이었다. 일본 외무성과 방위성 기밀문서, 헌정자료실에 보관된 각종 서신, 중국 당국이 생산한 공문서 등 5만 장의 문서를 입수해 분석했다.
취재진은 김좌진 장군의 참모 이정을 포함해 지금까지 모두 895명의 실명을 확인했다. 밀정 혐의자들이다. 8월 13일과 20일 방송되는 <밀정 2부작>(밤 10시, KBS1TV)에서 나눠 공개한다. 여기에 안중근의 거사 동지 우덕순이 밀정이었음이 드러났다.
1920년대 들어 우덕순은 이상 행적을 보인다. 취재진이 입수한 일본 기밀문서 등을 보면 우덕순은 1920~30년대 하얼빈과 치치하얼 등 만주 지역에서 '조선인민회' 주요 간부로 활동했음을 확인할 수 있다.
조선인민회는 일제가 당시 한국인 사회를 통제하기 위해 만든 대표적 친일단체다. 정보 수집이 주요 역할이었다. 일반 한국인뿐 아니라 독립운동가를 면밀히 감시하고 정보를 끌어모았다. 취재진은 우덕순이 일제 정보기관인 '특무기관'과 밀접한 관계를 맺었음을 보여주는 증거 자료 등을 입수했다.
중국 지역 한국독립운동 전문가인 김주용 원광대 교수는 "조선인민회가 활용하는 밀정들이 독립운동가들을 감시하는 역할을 했고 이들 정보가 조선인민회장을 했던 우덕순에게 집중됐다"고 분석했다. 말하자면 우덕순이 밀정을 지휘하고 관리하는 역할을 맡았다는 이야기다. 우덕순도 현재 독립유공자다. 1962년 건국훈장 독립장을 받았다.

### 김구와의 인연
백범 김구가 동학 농민 운동에 참여했다가 실패한 후 안중근의 아버지 안태훈이 청학동으로 이사하여 살게 되었을 때 처음 대면하였으며, 김구는 그가 총으로 사냥을 잘하며 남자다웠다고 평하였다. 또한 이토 히로부미 암살 이후 그의 부인 등의 유족을 우덕순, 김구 등이 돌보았으며 안중근의 동생인 안공근은 상하이에서 김구의 도움을 많이 받았다. 안정근은 김구와 직접 연결되지 않고 안창호를 따랐지만, 안공근은 김구의 부하가 되어 한인애국단과 한국독립당특무대를 조직하는데 동참한다.

### 신자 자격 박탈과 자격 회복
안중근은 19세 때 니콜라 빌렘 신부에게 천주교 영세를 받았으며, 세례명은 토마스(Thomas)이다. 안중근의 아버지 안태훈이 먼저 영세를 받아 입교한 후, 그의 집안은 모두 영세를 받고 천주교 신자가 되었다. 안중근은 당시 조선교구장으로 사목 중이던 귀스타브샤를마리 뮈텔주교와도 인연을 맺고, 성당 건축에 필요한 헌금을 봉헌하는 등 왕성한 신앙생활을 해왔다.
1909년 10월 하얼빈에서의 의거 이후 사형 선고를 받은 안중근은, 사형집행 직전 신부를 만나 고해성사와 병자성사를 집전해줄 것을 요청했다. 그러나 조선교구장이었던 뮈텔 주교는 안중근의 의거를 살인 행위로 단죄, 조선교구의 신부들로 하여금 안중근에게 성사를 배푸는 것을 금지했다. 이에 니콜라 빌램 신부가 뮈텔 주교의 명을 어기고 뤼순 감옥으로 찾아가 미사와 고해성사를 집전해주었고, 안중근은 성사를 받고 사망했다. 뮈텔 주교는 주교에게 불순명했다는 이유로 빌렘 신부의 성사집행권을 정지시켰으나, 빌렘 신부가 교황청 교회법원에 이의를 제기해 성사집행권 정지는 해제되었다. 한편 천주교 신앙이 독실했던 안중근은, 자신의 아들인 안분도를 사제로 키우려고 계획했었다.
오랜 기간동안 한국 천주교에서 살인자로 단죄되었으나, 1990년대에 들어 안중근에 대한 한국천주교회의 평가가 변화하기 시작했고 1993년 8월, 탄신 미사를 집전한 김수환 스테파노 추기경은 "안 의사의 당시 행위는 살인이 아니라 독립운동이자 정당방위로 봐야 마땅하다" 라는 입장을 밝히며 한국 천주교에서 안중근의 평신도 신분은 완전히 복권되었다.

### 기념 사업
- 1958년 -“애국열사 안중근”은 북한에서 창작, 공연되었다.
- 1963년 - 안중근의사숭모회가 설립되어 초대 이사장으로 윤치영이 취임하였다.
- 1974년 - 안중근 기념 동상이 작가 김경승에 의해 제작되어 남산 구 조선신궁 자리에 설치되었는데 최성모 신동아그룹 창업주가 성금을[51] 희사하기도 했다.
- 1979년 - 《안중근 이등박문을 쏘다》가 북조선에서 개봉되었다. 감독은 엄길선 조선예술영화촬영소 총장이다.
- 1979년 - 명동성당에서 안중근 의사 탄신 100주년기념 대미사가 집전되었다.
- 1986년 - 김일성 조선민주주의인민공화국 주석은 중화인민공화국 뤼순 감옥을 방문하여 안중근 의사 유해 발굴을 요청하였다.
- 1987년 - 소설가 복거일이 하얼빈 의거의 실패와 그로 인한 일제강점기의 연장을 가정한 대체역사소설 《비명을 찾아서》를 출간했다.
- 1990년 - 천주교정의구현전국사제단이 《안중근 (도마) 의사 추모 자료집-서거 80주년을 맞이하여》를 발간하였다.
- 1999년 - 서울시 도시공원위원회에서 안중근 의사 기념공원 조성 제안을 부결하였다.
- 2000년 - 안중근 의사 유골 발굴위원회가 발족되었다.
- 2000년 - 하얼빈역에서 남한과 북조선의 공동 기념식이 열렸다.
- 2001년 - 오페라 “아시아의 횃불 안중근”이 독일에서 초연되었다.
- 2002년 - 오페라 “안중근 손가락”이 한국에서 공연되었다.
  - 2월 1일 - 영화 “2009 로스트 메모리즈”가 개봉하였다.
- 2002년 - 안중근 의사 국제 평화상이 제정되었다.
- 2003년 - 안중근 의사 숭모회 이사진의 퇴진과 개혁을 촉구하는 100인 선언이 발표되었다.
- 2004년 - 안중근의 삶을 그린 《도마 안중근》이 한국에서 개봉되었다. 연출가는 서세원이며 개봉 당시  8.15 광복 59주년 - 천주교정의구현전국사제단 창립 30주년 기념 영화란[52] 이름으로 홍보했으나 허술한 연출-장면들[53]로 관객들한테 외면당해 흥행에 실패했고 안중근을 《영웅본색》의 주윤발 또는 서부영화에 나올 총잡이처럼 묘사한[54] 역사왜곡물이란 지적이 있었는데 자문 역의 천주교정의구현전국사제단 신부들이 더욱 종용해 혹독한 평가를 받았으며 이 과정에서 2004년 최악의 한국영화 불명예를[55] 안았다.
- 2006년 - 가짜 안중근 휘호가 8천만 원에 낙찰되기도 했다.[56]
  - 독립운동가로서는 최초로 2008년 건조된 한국 해군의 1800톤급인 손원일급 잠수함 대형 3번함의 이름이 안중근함으로 명명되었다.[57][58] 안중근 잠수함은 2008년 6월 울산 현대중공업에서 진수되었다. 안중근함 진수식에는 김태영 대한민국 합참의장과 정옥근 해군참모총장 등 군관계자와 현대중공업 임직원, 안중근 의사 숭모회 관계자 등 관계자 등 100여 명이 참석했다.
- 2009년 - 안중근 의사 의거 100주년을 기념하여 6월부터 국내 공연을 시작으로 11월까지 하얼빈, 일본 등지에서 최수종이 안중근 역을 맡은 연극 '대한국인 안중근'의 막이 올랐다.
  - 9월 4일 중화인민공화국 하얼빈 시에 세워졌다가 대한민국에 반입된 안중근 의사의 동상이 대한민국 국회에 임시 전시됐다.[59]
  - 10월 9일~10월 10일 중화인민공화국 하얼빈에서 안중근 의사의 1909년 10월의 의거 100주년을 기념하여 최초로 국제 장기 기전인 제1회 세계인 장기 대회가 개최되었다.[60]
  - 10월 26일 - 안중근의 이야기를 담은 창작 뮤지컬 '영웅'이 초연되었다. (제작사: 에이콤 / 연출: 윤호진 / 공연장: LG아트센터)
- 2010년 - 중화인민공화국 정부가 안중근 의사 추모행사를 공식적으로 승인하였다.[61]
  - 3월 26일 - 이명박 대통령은 안중근 의사의 유해를 모셔올 수 있도록 최선을 다하겠다고 발표했다.[62]
  - 3월 26일 - 서울 서울광장에서 안중근 의사 사망 100주년 추념식이 정부 주관으로 열렸다.
  - 7월 27일 배우 송일국이 1인 2역을 맡은 안중근의 삶과 처음으로 그의 아들 안준생에 대한 이야기를 그린 '나는 너다' (2010년 7월 27일 ~ 2010년 8월 22일)가 국립극장에서 초연되었다.[63]
  - 9월 30일 - 국방부와 조선일보가 안 의사 사망 100주년과 조선일보 창간 90주년을 맞아 공동으로 제정한 위국헌신상이 11명에게 처음 수여되었다.
  - 9월 30일 - 러시아 정부가 안중근과 관련된 외교 문서를 대한민국 정부에 처음 전달하였다.[64]
  - 11월 19일 - 안중근의사 사망 100주년기념, 대한독립 운동가 42인 초상화 특별전 《대한독립전》이 남산의 안중근의사 기념관에서 개최되었다. (서양화가 조영규)[65]
  - 12월 1일 - 안중근의사 사망 100주년기념, 대한독립 운동가 42인 초상화 특별전 《대한독립전》이 안양시 소재의 평촌아트홀에서 개최되었다. (서양화가 조영규)[66]
  - 12월 4일 안중근의 이야기를 담은 창작 뮤지컬 '영웅'이 1년 만에 다시 막이 오를 예정이다. (제작사: 에이콤 / 연출: 윤호진 / 공연장: 국립극장 해오름극장)
  - 안중근 사형 이후의 축하연 기록을 찾아냈다.[67]
- 2011년 - 안중근 의사 유해 발굴 및 국내 봉환을 추진하는 비정부 민간단체 안중근뼈대찾기사업회가 공식 출범하였다.
  - 천주교 서울대교구 시복시성준비위원회(위원장 염수정 주교)가 안중근을 ‘근현대 신앙의 증인에 대한 시복조사’ 대상으로 거론하면서 안중근에 대한 시복 조사를 실시하였다.

## 같이 보기
- 장흥 해동사
- 안중근 의사 유묵
- 동의단지회
- 단지동맹기념비
- 안응칠
- 동의회
- 최재형
- 독립유공자로 대한민국장을 수여받은 사람
- 윤봉길
- 이토 히로부미 저격
- 안공근
- 이토 히로부미
- 총
- 하얼빈역

## 참고 문헌
- 안중근, 《안중근 의사 자서전》, 범우사, 2000
- 박환, 《만주 지역 한인 유적 답사기》, 국학자료원, 2009
- 박환, 《러시아 한인 유적 답사기》, 국학자료원, 2008
- 윤명숙, 《대한영웅전 1》 (국가보훈처, 1995)
- 장석흥, 《안중근의 생애와 구국운동》, 독립기념관 한국독립운동사 연구소, 1992
- 오영섭, 《한국 근현대사를 수놓은 인물들(1)》(오영섭 저, 한영희 발행, 2007.4, 경인문화사)
- 한국민족운동사학회, 《안중근과 한인민족운동》 (국학자료원, 2002)